# Issuing
Der Anglizismus Issuing (deutsch „Ausstellen“, „Emittieren“) steht im Bankwesen für die Ausgabe von Zahlungskarten im Zahlungsverkehr.

## Allgemeines
Der Aussteller oder Emittent (englisch Issuer) ist das Unternehmen, das die Zahlungskarte ausgibt, also in den Verkehr bringt. Die Rechtsnatur der Zahlungskarten bringt es dabei mit sich, dass weitere Vertragsparteien beteiligt sind, nämlich
- das Issuing-Kreditinstitut, das anstelle des Kartenunternehmens oder mit ihm zusammen die Zahlungskarte ausgibt (englisch Issuer),
- der Karteninhaber, der eine von ihm gekaufte Ware oder Dienstleistung mit der ausgegebenen Karte bezahlt,
- das Vertragsunternehmen, das Zahlungen seiner Waren und Dienstleistungen mit Zahlungskarten akzeptiert (Dienstleister, Händler, Verkäufer) und
- das Acquiring-Kreditinstitut (englisch Acquirer), das die Kartenumsätze des Vertragsunternehmens mit dem Karteninhaber abrechnet.

Alle Vertragsparteien stehen rechtlich und/oder wirtschaftlich miteinander in Beziehung und bilden die Infrastruktur für Kartenzahlungen.

## Rechtsfragen
Die Ausgabe von Zahlungsinstrumenten beinhaltet alle Dienste, bei denen ein Zahlungsdienstleister eine vertragliche Vereinbarung mit dem Zahler schließt, um einem Zahler ein Zahlungsinstrument zur Auslösung und Verarbeitung der Zahlungsvorgänge des Zahlers zur Verfügung zu stellen. Gemäß § 1 Abs. 1 Satz 2 Nr. 5 ZAG gehört die Ausgabe von Zahlungsinstrumenten zur Funktion der Zahlungsdienste, so dass Issuer als Finanzdienstleister einer Banklizenz durch die Bankenaufsicht BaFin gemäß § 32 KWG bedürfen.

## Kernprozesse des Issuing
Die Kernprozesse des Issuing konzentrieren sich überwiegend auf die Produkteigenschaften und den Vertrieb der Zahlungskarten, wobei die Prozesse durch einen geringen Grad der Spezifizierung gekennzeichnet sind, also eine hohe Standardisierung aufweisen.
Die Produkteigenschaften ergeben sich aus der Art der Zahlungskarte, also ihrer Liquiditätswirkung, ihrem Einsatzbereich und dem verwendeten Speichermedium. Dabei müssen die Aussteller unter anderem bestimmen, ob die Karteninhaber ihre Zahlungspflichten durch Vorauszahlung oder gegen Abrechnung nachträglich erfüllen sollen, ob sie Magnetstreifenkarte und/oder Chipkarte wählen und welcher Einsatzbereich in Frage kommt. Zudem spielt die IT-Sicherheit eine große Rolle, um Zahlungskarten vor Kreditkartenbetrug, Computerbetrug und Fälschung zu sichern. Hierbei ist das wesentliche Produktrisiko von Zahlungskarten, dass beim Skimming Dubletten von Geldautomaten nicht erkannt werden, von besonderer Bedeutung. Kreditinstitute müssen dem Bundesgerichtshof (BGH) zufolge nämlich beweisen, dass die Originalkarte verwendet wurde; nur dann könne unterstellt werden, dass die Geheimzahl nicht ordnungsgemäß aufbewahrt wurde bzw. die Abbuchung durch den Karteninhaber selbst erfolgte. Den Karteninhaber trifft insoweit nicht die Beweislast für die Verwendung einer Kartendublette.
Der Vertrieb gehört zum Retail Banking, wobei die Debitkarte eine enge Bindung zum Girokonto des Karteninhabers aufweist, während Charge- oder Kreditkarten nicht an ein Girokonto gebunden sind. Zu den Kernprozessen gehören neben dem Issuing noch das Co-Badging (einer einzelnen Zahlungskarte ist mehr als eine Zahlungsmarke zugeordnet wie bei der girocard), Network-Processing (Verarbeitung der Transaktion im Zahlungsverfahren), Clearing oder Settlement.

## Wirtschaftliche Aspekte
Das Issuing schafft die Karteninfrastruktur (ohne Karten gibt es kein Kartengeschäft), das Acquiring schafft die Vertragsunternehmensinfrastruktur (ohne Vertragsunternehmen gibt es kein Kartengeschäft). Während Acquirer heute meist spezialisierte Unternehmen sind, die im Eigentum einer Bank beziehungsweise vieler Banken stehen oder bankenunabhängige Eigentümer haben, erfolgt die Ausgabe von Karten in der Regel durch Banken, welche standardisiertes Privatkundengeschäft anbieten. Weder Händler noch Verkäufer sind wesentlich im Issuing tätig, so dass der größte Teil der Erträge aus dem Issuing – dem Karteneinsatz am Point of Sale bei autorisierten Transaktionen und dem Betrieb von Geldautomaten – den Kreditinstituten zufließt. Zu den Produkteigenschaften gehört auch ein Produktrisiko, wenn das Bankprodukt (Zahlungskarte) für die Bank, den relevanten Finanzmarkt oder den Bankkunden unerwartete finanzielle Gefahren beinhaltet, die nicht aus Marktrisiken resultieren. Dazu gehört der Missbrauch von Scheck- und Kreditkarten (Deutschland) bzw. Check- und Kreditkartenmissbrauch (Schweiz), bei dem das Produktrisiko von Dubletten bisher meist dem Karteninhaber angelastet wird, obwohl es vom Issuer zu tragen wäre.
Im deutschsprachigen Sprachraum fungieren unter anderem folgende Unternehmen als Issuer:
- Nexi Germany
- SIX Group
- Paylife
- Card Complete

Auch Wirecard gehörte zu den Issuern, ist jedoch im September 2020 durch Insolvenz aus dem Markt ausgeschieden.  
Technische Geldausgabeautomatenverbundsysteme (GAA-Verbundsysteme) stellen die Vernetzung von Geldausgabeautomaten, Autorisierungszentralen, Acquirer-Banken (GAA-Betreiber) und Issuer-Banken (Kartenherausgeber) dar.